# 3He-4He希釈冷凍法

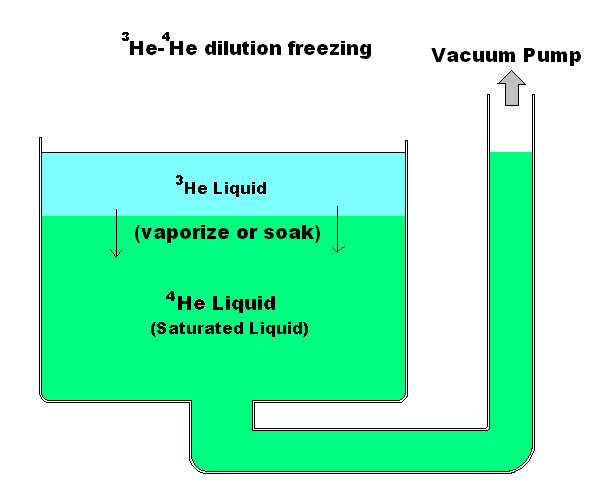
^{3}He-^{4}He希釈冷凍法
水色が^{3}He濃厚相（C相）、緑色が希薄相（D相）にあたる

相分離を示す液体 ^{3}He-^{4}Heの混合物の相図。
およそ6.6%の^{3}Heを、^{4}Heは溶解することができる。（6.6%=0.066のグラフ上の位置は、左下の横軸上でのFermi liquidとFobidden regionの境界部分）

3He-4He希釈冷凍法（3He-4Heきしゃくれいとうほう、英: 3He/4He dilution refrigerator）とは、ヘリウムの二つの同位体である3Heと4Heをそれぞれ液化して、4He相に3He相を注いで希釈する際に生じる希釈熱を利用する冷却法である。液体ヘリウムの蒸発潜熱を使った冷却法では到達できない極低温領域における冷却法のひとつであり、さらなる低温を実現するための冷却法である。現在 100 mK 以下の極低温を連続的に実現することができる唯一の方法である。
4He中への3Heの溶解度はおよそ6.6%である。極低温では、3Heと4Heの蒸気圧は異なるので、溶媒である4Heの中から選択的に3Heをより多く蒸発させる事ができる。それにより、4He中の3He濃度は低下するから、4Heに引き続いて3Heを溶解させることができるので、3He-4He混合液が潜熱を奪い続けることで、冷却を継続できる。蒸発させた3Heは回収して液化させたのち、再び4Heに溶解させて再度利用する。

## 3He-4He希釈冷凍法の量子論的原理
ヘリウム原子には、同位体として3Heと4Heが存在するが、自然界では4Heが主である。3Heはフェルミ粒子であり、4Heはボース粒子である。4Heは極低温で超流動を起こす。
3Heと4Heの混合液は 0.87 K 以下で「多くの4Heの中に少しの3Heが混ざった希薄相（D相）」と「ほとんどが3Heの濃厚相（C相）」とに相分離する。3He-4He希釈冷凍機で最も低温になる部分は混合器（mixing chamber）と呼ばれ、その中では図のように2相が接している。図でD相につながっているパイプの先は分溜器（still）とよばれる内部に熱交換器を持った部分につながっており、そこは約 0.8 K に保たれている。0.8 K においては4Heの蒸気圧はほぼ零だが、3Heの蒸気圧は有限であるため、3Heだけを選択的に蒸発させることが出来る。するとD相の3He濃度が平衡状態よりも低くなり、3HeはC相からD相へ向けて溶解する。このときC相とD相の間のエントロピー差を利用することによって混合液から熱を奪うことができるのである。このような操作により10 mK 程度の極低温を生成して維持することが可能である。